# Sex (бутик)
Sex (стилизовано под SEX) — бутик, расположенный по адресу Кингс-роуд, 430, Лондон, которым управляли Вивьен Вествуд и её бывший спутник Малкольм Макларен в период с 1974 по 1976 годы. Бутик специализировался на продаже одежды, которая впоследствии определила внешний вид панк-движения.

## Paradise Garage
С 1969 по 1970 годы в доме № 430 был расположен магазин под названием Mr Freedom.
В октябре 1971 года Малкольм Макларен и его друг по художественной школе Патрик Кейси открыли небольшой киоск в задней части бутика Paradise Garage, который в то время был расположен в доме на Кингс-роуд. Макларен торговал предметами, собранными им в течение прошлого года, в том числе рок-н-ролльными пластинками, журналами, одеждой и сувенирами 1950-х годов.

## Let It Rock
В ноябре 1971 года Тревор Майлз (руководитель Paradise Garage) передал всё помещение Макларену и Кейси. Они переименовали магазин в Let It Rock, в котором продавалась новая и поддержанная одежда очень популярного в то время стиля Тедди-боев, разработанная пассией Макларена — учительницей Вивьен Вествуд. Фасад магазина, выполненный из гофрированного железа, был выкрашен в чёрный цвет, а название наклеено розовыми буквами. В отделке интерьера использовались материалы «под старину», такие как обои марки «Одеон», и различные аксессуары с Фестиваля Британии (популярного мероприятия, организованного в 1950-х). Основной ассортимент магазина составляли сшитые на заказ драповые куртки, обтягивающие брюки и туфли на толстой подошве (т. н. «ползунки для борделей»). Вскоре статья о Let It Rock появилась в газете London Evening Standard.

## Too Fast To Live, Too Young To Die
В 1973 году фасад магазина был изменён, так как владельцы поменяли его название на Too Fast To Live, Too Young To Die, чтобы отразить новый ассортимент одежды британской «рокерской» моды начала 1960-х годов. Весной 1974 года магазин подвергся очередному ребрендингу и был переименован в SEX.

## SEX
На фасаде бутика разместили 4-футовую пенопластовую вывеску с надписью «SEX», розового цвета. Внутренний интерьер магазина также подвергся изменениям — его разрисовали граффити с фразами из феминистской книги Манифест отбросов и отдекорировали проволочной сеткой. Стены покрыли резиновыми занавесками, а на пол положили красную ковровую дорожку.
Бутик был посвящён одежде стилей фетиш и бондаж от специализированных компаний, таких как Atomage, She-And-Me и London Leatherman, а также дизайна Макларена и Вествуд. Продавцом была Джордан (Памела Рук). Среди клиентов SEX были будущие участники группы Sex Pistols (их басист Глен Мэтлок работал там продавцом по субботам). Само название коллектива было придумано Маклареном (который выступил их менеджером) как завуалированная реклама бутика. В августе 1975 года девятнадцатилетнего Джона Лайдона пригласили пройти прослушивание в группу, когда он подпевал песне «I’m Eighteen» Элиса Купера звучащей из музыкального автомата бутика. Среди других известных постоянных покупателей SEX были Крисси Хайнд (которая иногда помогала в магазине), Адам Ант, Марко Пиррони, Сьюзи Сью, Стивен Северин, а также сообщество фанатов Sex Pistols под названием Bromley Contingent.
Дизайн продукции магазина бросал вызов социальным и сексуальным британским табу и включал в себя футболки с изображением балаклавы Кембриджского насильника, полуобнаженных ковбоев (с иллюстрации американского художника Джима Френча 1969 года), снимка обнажённой груди (сделанного студентами Род-Айлендской школы дизайна имени Януша и Лауры Готвальд в конце 1960-х годов) и порнографических текстов из книги «Школа жён» («Я стонал от боли... в мягкой коррозии») писателя-битника Александра Трокки. Также в ассортименте были представлены футболки со слоганом «Навострите уши» — отсылка к биографии влиятельного прото-панк-драматурга Джо Ортона — а также его же фраза  том, что ему подходит дешёвая одежда. Популярными моделями бутика были прозрачные джинсы с пластиковыми карманами, топы на молнии и т. н. «анархические рубашки» (невостребованные исходники которых были выкуплены большой партией у разорившейся в 1960-х компании Wemblex). Они представляли собой выбеленные и заново окрашенные рубашки, украшенные шелковыми нашивками Карла Маркса и анархистскими лозунгами..

## Seditionaries
В декабре 1976 года магазин был переименован в Seditionaries, просуществовав под этим названием до сентября 1980 года. Вествуд продала лицензию на дизайн одежды владельцам бутика на Кингс-роуд, 153, под названием Boy (ранее Acme Attractions), которые выпускали её с некоторыми изменениями, в течение следующих восьми лет. Основателями магазина были Стефан Рейнор и израильский бизнесмен Джон Кривин, идея об открытии заведения посетила их на волне популярности панк-рока. Кривин продал магазин в 1984 году.

## World’s End
В конце 1980 года магазин вновь сменил название — получив вывеску World’s End. Дизайном помещения, представлявшим собой смесь из иллюстраций к «Лавке древностей» и галеона VIII-го века, занимались Макларен и Вествуд, за реализацию проекта отвечали Роджер Бёртон, Джереми Блэкбёрн и Тони Деверс. На фасаде были установлены большие часы, которые вращались в обратном направлении. Пол внутри помещения был установлен под наклоном. Первая из трёх новых коллекций одежды Макларена и Вествуд увидела свет в начале 1981 года. После этого они сотрудничали еще три года. В нынешнее время World’s End является частью модного дома Вествуд.

## Известные продавцы-консультанты
Среди сотрудников магазина было много людей, так или иначе связанных с панк-сценой. Среди тех из них, кто впоследствии стал знаменитым, были: Джордан (Памела Рук), чьё провокационное чувство стиля в одежде служило ходячей рекламой магазина. В разное время там также работали Глен Мэтлок, Крисси Хайнд и Сид Вишес.